# Coecobrya sirindhornae
Coecobrya sirindhornae es una especie de colémbolo entomobriomorfo de la familia de los entomobriínidos. Se caracteriza por su gran tamaño corporal y longitud de sus antenas en comparación a sus congéneres, así como por la ausencia de ojos y pigmentos. Sólo se conoce en una cueva en el distrito de Manang (provincia de Satun, Tailandia).